# Frans Lettenström
Carl Frans Lettenström, född 17 mars 1955, är en svensk fysiker och bibliotekarie.
Frans Lettenström är doktor i partikelfysik och han forskade i slutet av 1980-talet vid CERN i Schweiz. Under samma tidsperiod skapade Tim Berners-Lee World Wide Web vid CERN. Lettenström såg webben växa fram och begärde tjänstledigt från sin forskartjänst för att utbilda sig till en av Sveriges första digitala bibliotekarier. Endast personer med doktorsexamen antogs och Lettenström var en av få som gick färdigt utbildningen. Han fick sedan anställning vid Luleå högskolebibliotek och startade 1993 där landets första bibliotekswebbserver. Han publicerade även Skandinaviens första forskningsrapportserie på webben.
År 1995 fick Frans Lettenström anställning vid Kungliga biblioteket som it-samordnare för Sveriges forskningsbibliotek. Samma år föreslog han att samtliga svenska webbsidor skulle samlas in och laddas ner, vilket ledde till projektet Kulturarw3. Sverige var då först i världen med att samla in alla webbplatser, även om ett liknande projekt fanns i amerikanska Internet Archive. Projektet Kulturarw3 tog fart på allvar 1997 och sedan dess skannas Sveriges alla hemsidor av två gånger årligen och sparas för eftervärlden. År 2014 fanns drygt 5 miljarder objekt, motsvarande cirka 350 TB data, i samlingen.
Frans Lettenström lämnade Kungliga biblioteket 1999. Kulturarw3 drevs sedan i många år av internetpionjären Allan Arvidson.